# Mario J. Molina
Mario J. Molina, (Mexico City,  19. ožujka 1943.), američki je kemičar meksičkog podrijetla.  1995., mu je zajedno s Paulom Crutzenom i Sherwoodom Rowlandom dodijeljena Nobelova nagrada za kemiju za njihove radove u okviru atmosferske kemije prvenstveno za oblast nastanka i cijepanja ozona.
U zemaljskoj atmosferi nalaze se male količine ozona, plina čije se molekule sastoje od tri atoma vodika (O3). Iako se ozon može naći u prirodi u malim količinama ipak igra važnu ulogu za život na Zemlji. Ozon, zajedno s običnim vodikovim plinom (O2), upija najveći dio sunčevih ultraljubičastih zraka i na taj način sprječava da opasno zračenje dođe do površine Zemlje. Bez zaštitnog ozonskog sloja ne bi životinje i biljke mogle postojati, u svakom slučaju ne na Zemlji.
Crutzensov, Molinasov i Rowlandsov istraživački rad je objasnio kako dolazi do nastanka ozona i kako se ozon raspada kroz kemijske procese u atmosferi.
Oni su također pokazali kako je ozonov sloj osjetljiv na ispuštanje raznih supstanci u atmosferu od strane čovjeka. Upozorili su o štetnim posljedicama nekontroliranog ispuštanja freona, što je dovelo do rasprava diljem zemaljske kugle i što je na kraju dovelo do uvođenja zakona koji su se protivili takvim štetnim ispuštanjima u većini zemalja.

## Vanjske poveznice
- Nobelprize.org, Nobelova nagrada za kemiju 1995.
- Nobelprize.org, Mario J. Molina - Autoobiografija